# Kristin Heyne
Kristin Heyne (* 25. Februar 1952 in Aumühle; † 30. Januar 2002 in Berlin) war eine deutsche Politikerin (Bündnis 90/Die Grünen).

## Leben

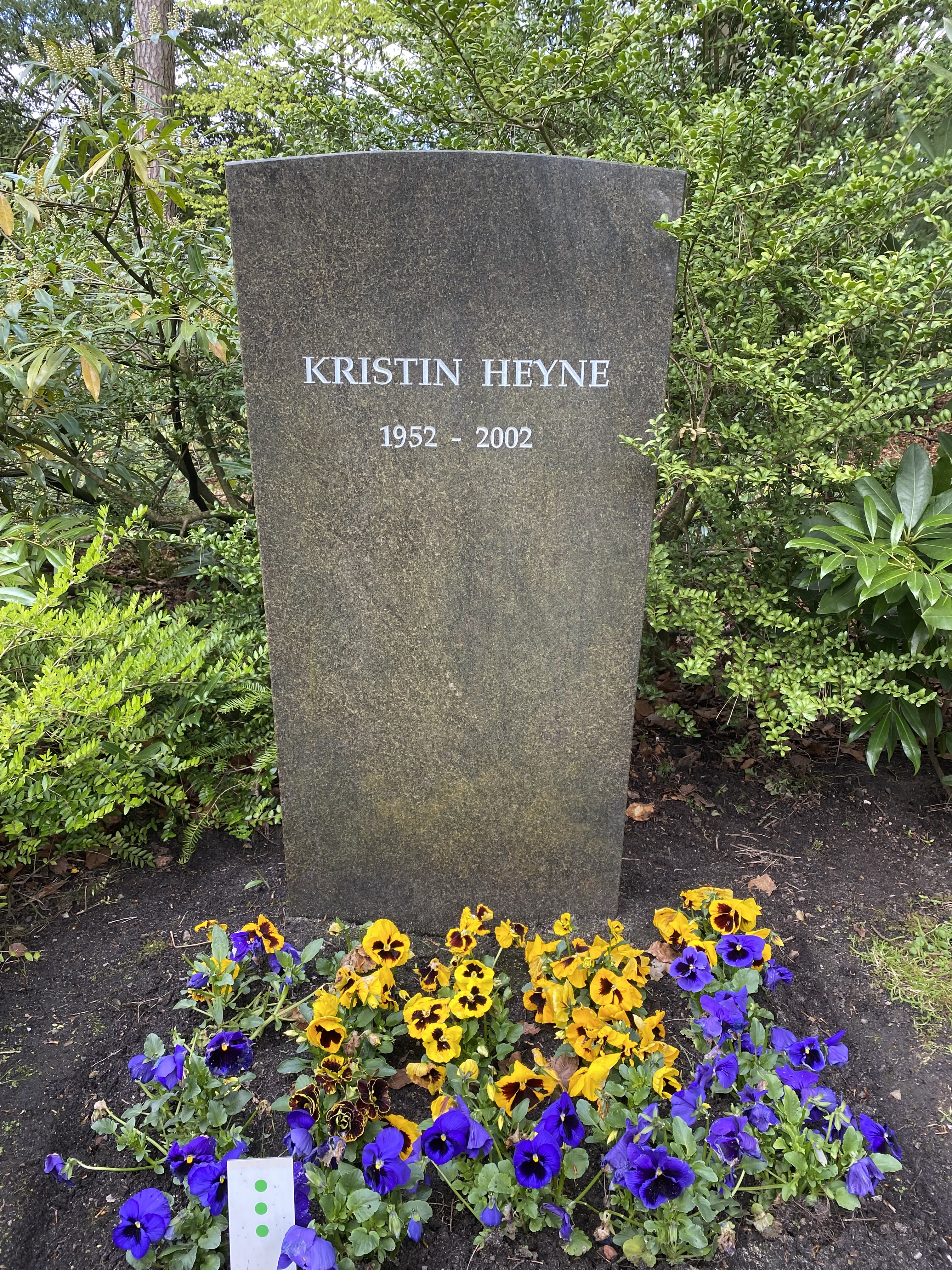
Grabstätte auf dem Friedhof Bergedorf

Die Haupt- und Realschullehrerin war 1982 Gründungsmitglied der Grün-Alternativen Liste (GAL) in Hamburg. Am 16. Februar 1989 rückte sie als Abgeordnete der GRÜNE/GAL-Fraktion in die 13. Hamburgische Bürgerschaft nach, der sie bis zum 31. Juli 1990 angehörte, ab dem 28. März 1990 als fraktionsloses Mitglied.
Vom 10. November 1994 bis zu ihrem Tod war sie Mitglied des Deutschen Bundestages. Dort koordinierte sie von 1994 bis 1998 den Arbeitskreis „Wirtschaft und Finanzen“ der Bundestagsfraktion Bündnis 90/Die Grünen, ab 1998 war sie Erste Parlamentarische Geschäftsführerin. Bei den Bundestagswahlen 1994 und 1998 wurde sie jeweils über die Hamburger Landesliste der GAL ins Parlament gewählt.
In der Hamburger GAL engagierte sich Kristin Heyne für die Aufhebung der Trennung von Amt und Mandat. Nachdem dies 2001 erfolgreich durchgesetzt wurde, wählten die GAL-Mitglieder Heyne am 9. Dezember 2001 zur alleinigen Landesvorsitzenden.
Kristin Heyne starb aufgrund einer Krebserkrankung am 30. Januar 2002 im Alter von 49 Jahren, sie wurde auf dem Hamburger Friedhof Bergedorf beigesetzt.